# Escuela Superior de Música de Cataluña
La Escuela Superior de Música de Cataluña (en catalán y oficialmente, Escola Superior de Música de Catalunya), abreviada ESMUC es un centro oficial  de educación superior musical creado en 2001, que se halla en el edificio del Auditorio de Barcelona de Barcelona. Es en la actualidad la única institución pública de Cataluña donde pueden cursarse estudios superiores de música. 

## Titulaciones
- Interpretación, en los ámbitos de Clásica y Contemporánea, Jazz y Música Moderna, Música Antigua y Música Tradicional
- Dirección de coro y orquesta
- Musicología
- Pedagogía (General y específica de cada instrumento)
- Sonología
- Producción y gestión
- Composición

## Historia
En el año 1998 el Departamento de Enseñanza de la Generalidad de Cataluña tomó la decisión de crear un centro de educación musical superior que no tuviera la estructura de funcionamiento de conservatorio[cita requerida]. En 1999 una comisión empezó a trabajar en la creación de lo que sería la Escuela Superior de Música de Cataluña y en la redacción del currículo del grado superior de música que impartiría este centro. 
La Esmuc abrió puertas en septiembre de 2001. Los elementos principales de su proyecto educativo eran: 
- Que en sus aulas se pudieran formar los profesionales de todas las profesiones de la música.

- Que se pudiera recibir formación en todos los estilos de la música. Que todos los estilos musicales, en el futuro, se pudieran beneficiar de tener titulados superiores especializados.

- Que los futuros profesionales de todos los estilos y profesiones se formaran interactuando; que aprendieran a interactuar, con tal de cohesionar, en el futuro, el ecosistema musical catalán.

- Que la formación impartida se encarase de manera específica a la ocupabilidad de los titulados, no solo capacitados para ocupar los puestos de trabajo ofrecidos por las administraciones sino también capaces de crear sus propios puestos de trabajo.

- Que no hubiera el menor asomo de jerarquización ni entre los diferentes estilos ni entre las diferentes profesiones.

- Por esto hacía falta concebir la escuela como un microcosmos musical en el cual se reprodujeran situaciones de colaboración como las que tienen que darse en la realidad.

- Hacer de la Esmuc el vértice de la pirámide de la educación musical en Cataluña de la cual también forman parte las escuelas de música y los conservatorios.

- Hacer de la Esmuc un centro innovador y abierto a la sociedad en el cual confluyeran de manera productiva la creación, la producción, la investigación y la docencia.

- Dotarse de una dimensión europea y abrir caminos hacia la creación del Espacio Europeo de Educación Superior, y de un espacio de educación artística y musical superior en Cataluña.

- Un sistema de tutoría individual y personalizada ejercida por profesorado del departamento afín a la especialidad cursada por el estudiante.

- La declaración escrita de las intenciones educativas del profesorado en cada una de las asignaturas impartidas, configurando el conjunto de las programaciones que se incorporaban a la guía del estudiante.

- La potenciación del estudio de determinados instrumentos como instrumentos secundarios en relación con los instrumentos principales cursados, de forma que estas combinaciones dieran perfiles de titulados competentes en varios instrumentos y/o estilos.

- La no pertenencia (pero sí vinculación) de los estudiantes a los departamentos (la conceptualización de los departamentos como unidades de docencia y búsqueda que agrupan profesorado) y la confluencia de muchos departamentos en la formación de cada estudiante.

La institución se dotó de la figura legal de una Fundación privada regida por un patronato y procedió a la contratación del profesorado previamente seleccionado sobre la base de un proceso diseñado por la propia institución. 
Desde el primer equipo directivo que dio vida a la Esmuc se han producido cambios en la dirección en relación con los diferentes gobiernos que ha habido en la Generalidad de Cataluña. Actualmente  Josep Borràs es el director de la Escuela, elegido por el patronato de la Fundación. También forman parte de la dirección de la Escuela, Josep Margarit, como jefe de estudios, Josep Baucells, como secretario académico y Melissa Mercadal.
Actualmente, la ESMUC acoge una media de 150 alumnos cada nuevo curso y tiene una capacidad máxima en torno a los 600 estudiantes de grado, más los que hacen másteres, postgrados y cursos de formación continuada; y cuenta con más de 200 profesores.

## Profesorado
El profesorado incluye a las siguientes personas:
| - Manel Camp, jazz y música moderna - Juan Manuel Cañizares, guitarra flamenca - Agustí Charles, composición - Luca Chiantore, musicología - Cuarteto Casals, instrumentos de cuerda frotada - Pedro Estevan, percusión histórica - Albert Guinovart, composición - Juan de la Rubia, improvisación - Eulàlia Solé i Olivart - Mauricio Sotelo, composición - Ignasi Terraza, jazz piano - Jordi Mora, dirección de orquesta - Pedro Memelsdorff, flauta de pico | - Lambert Climent, canto histórico - Lorenzo Coppola, clarinete histórico - Xavier Díaz-Latorre, instrumentos históricos de cuerda pulsada - Dani Espasa, improvisación - Mara Galassi, arpas históricas - Luca Guglielmi, clave y fortepiano - Marc Hantaï, traverso - Emilio Moreno, violín barroco - Kennedy Moretti, música de cámara - Vicens Prats, flauta travesera - Manfredo Kraemer, violín barroco - Mireia Farrés i Bosch, trompeta clásica |